# Fluxus (album)
Fluxus è un album discografico del gruppo musicale italiano Fluxus, pubblicato nel 2002.

## Tracce
1. Nessuno si accorge di niente
2. Non c'è più niente di me
3. Radiografie
4. Strana forma di vita
5. Una splendida giornata di luna
6. Questa specie
7. Fensi
8. Talidomide
9. Rosso scuro
10. Stella dalle mille facce
11. Attraverso Managua